# Szerző
A szerző önálló szellemi alkotást létrehozó személy, ahol az alkotás tetszőleges témájú (ismeretterjesztő, tudományos, irodalmi, képzőművészeti, zenei stb.) lehet. A szerzőség fogalma használatos szűkebb értelemben is, például csupán írott munkákra szorítkozva. Jogi értelemben a szerző fogalmát a szerzői jog határozza meg.

## Több szerző esetén
A társszerző az alkotás létrehozásában részfeladatot megoldó, illetve önálló fejezetet létrehozó közreműködő.
A szerzőtárs a mű létrejöttét és minőségi megjelenését munkája révén pozitívan befolyásoló személy.